# 二口町 (富山市)
二口町（ふたくちまち）は、富山県富山市の町名である。光陽地区センターが所在している。町域は国道359号沿いかつ国道41号近くにあり、ロードサイド店が集中している。

## 施設
- 光陽地区センター
- 太陽スポーツランプジャック掛尾
- ハードオフ富山掛尾店
- はま寿司富山二口店
- 岩本屋富山二口店
- ガスト富山空港通店
- ピソリーノ二口店
- しゃぶしゃぶ温野菜二口店
- ゴルフ5富山店
- 餃子の王将黒瀬北店
- トーカイ二口店

## 教育
- 富山市立光陽小学校

## 交通
- 国道359号

## 参考出典
『富山県の地名』平凡社